# Feketefalu
Feketefalu község Romániában, Máramaros megyében.

## Fekvése
Máramaros megye nyugati részén, Nagybányától délre, a Lápos folyó mellett fekvő település.

## Története
Feketefalu neve már 1411-ben előfordult a korabeli oklevelekben, ekkor Fekethefalw néven írták, és Nagybányához tartozó település volt, s Nagybányával együtt Lázárevich István
szerb fejedelem kapta cserébe.
Később a színéri uradalom-hoz tartozott, s azzal a Meggyesaljai Moróczok-é és utódaiké lett.
1625-ben Vetési Kökényesdi Péter kapta a falut királyi adományba.
A településhez tartozott Homok puszta is, melyet egy oklevél 1625-ös dátummal említ, s azt ugyancsak 1625-ben kapta Vetési Kökényesdi Péter.
A 18. század végén és a 19. század elején több családnak is van itt birtoka, így a Mihályi, Sigovinyi, Vankay, Darvay, Horváth, Mátai családok
A település az 1900-as évek elején még Szatmár vármegyéhez tartozott.

## Nevezetességek
- Görögkatolikus templom – 1864-ben épült.

## Híres emberek
- Itt született 1872. június 3-án Korponay Kornél jogász, főrendiházi tag, gyümölcstermesztő és gyümölcstermesztési szakíró.